# Liste der Kulturdenkmäler in Auw an der Kyll
In der Liste der Kulturdenkmäler in Auw an der Kyll sind alle Kulturdenkmäler der rheinland-pfälzischen Ortsgemeinde Auw an der Kyll aufgeführt. Grundlage ist die Denkmalliste des Landes Rheinland-Pfalz (Stand: 27. Juni 2022).

## Einzeldenkmäler
| Bezeichnung                               | Lage                          | Baujahr                           | Beschreibung | Bild                           |
| ----------------------------------------- | ----------------------------- | --------------------------------- | --- | ------------------------------ |
| Bahnhof Auw an der Kyll                   | Bahnhofstraße 8, 9/10 Lage    | 1871                              | Empfangsgebäude (Nr. 8) mit Nebengebäude (Abort, Tierstall) und Bahnwärterhaus (Nr. 9/10) der 1871 erbauten Eifelbahn                                                          | weitere Bilder Fotos hochladen |
| Pfarrhof                                  | Marienstraße 16 Lage          | 1786                              | ehemaliger Pfarrhof, heute Gaststätte; Quereinhaus mit Mansarddach, bezeichnet 1786 und 1764, straßenseitige Mauer aus dem späten 19. oder frühen 20. Jahrhundert, Pfarrgarten | Fotos hochladen                |
| Dreijungfrauenkreuz                       | Marienstraße, bei Nr. 20 Lage | erste Hälfte des 19. Jahrhunderts | Schaftkreuz, erste Hälfte des 19. Jahrhunderts | Fotos hochladen                |
| Katholische Pfarrkirche Mariä Himmelfahrt | Maximinerweg 47 Lage          | 1738/39                           | dreiachsiger Saalbau, 1738/39, Architekt Friedrich Sieberger, Dudeldorf; mit Ausstattung; auf dem Kirchhof Grabkreuze und -steine, 18. und 19. Jahrhundert                     | weitere Bilder Fotos hochladen |